# 샤를마리 비도르
샤를마리 비도르(프랑스어: Charles-Marie Jean Albert Widor, 1844년 2월 21일 ~ 1937년 3월 12일)는 프랑스의 오르간 연주가이자 작곡가이며 교사이다. 10편의 낭만주의 오르간 협주곡으로 유명하다.

## 생애

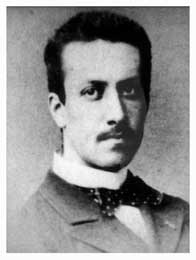
1870년, 파리 성 술피스 성당의 오르간 연주가가 되었을 때 촬영한 사진

프랑스의 리옹에서 태어나 오르간 제작자인 아버지의 영향을 받았다. 아버지 주위에는 자연스럽게 제작과 설치를 의뢰하는 이들과 이를 건물에 맞게 디자인하고 연구하는 사람과의 교류가 빈번히 있었고, 이들의 도움을 받아 1863년 벨기에에 있는 오르간 연주가이자 작곡가였고 브뤼셀 왕립음악원에서 제자들을 가르치던 자크 니콜라 르멍을 찾아가게 된다. 기본적인 지식을 익히고 난 후 그는 그의 나이 24세 (1868년) 프랑스의 마들렌 사원에서 오르간 연주를 하던 카미유 생상의 조수가 된다.
1890년에는 세자르 프랑크의 뒤를 이어 파리 음악원의 오르간 교수직을 맡는다.

## 음악
오르간을 위한 곡으로 높은 평가를 받는데, 특히 10곡의 오르간 독주를 위한 교향곡은 명곡으로 인정된다. 그는 당대 최고의 오르간 제작자인 카바예 콜 이 제작한 거대하고도 웅장하며, 찬란한 음색을 가진 일명 '프랑스 심포니 오르간'에 매료되어 이 악기에 걸맞는 명작들을 작곡하였다. 특히 5번과 6번은 화려한 테크닉과 명쾌한 어법으로 인하여 자주 연주된다. 이중 5번 교향곡은 총 5악장으로 구성되어있는데, 그 중 마지막 악장인 토카타가 특히 유명하다. 9번 '고딕' 과 10번 '로마네스크'는 후기 작품으로써 그레고리오 성가를 사용하여 초기 작품들과는 다른 양식을 보여주며 20세기 초반과 19세기 후반을 넘나든다. 플루트를 위한 작품들도 유명하다.

## 참고 문헌
- Hall, Charles J. (2002). 《Chronology of Western Classical Music》. New York: Routledge/Taylor&Francis. 1154쪽. ISBN 0-415-94217-9.
- ——— (2011).  Widor: A Life Beyond the Toccata.  Series: Eastman Studies in Music, v. 83.  Rochester, NY: University of Rochester Press (ISBN 978-1-580-46369-0)
- Oosten, Ben van (1997). 《Charles-Marie Widor : Vater der Orgelsymphonie》 (독일어). Paderborn : Verlag Peter Ewers. ISBN 3-928243-04-7.
- Thomson, Andrew; Aprahamian, Felix (1989). 《The life and times of Charles-Marie Widor: 1844-1937》. Oxford: Oxford University Press. ISBN 0-19-816186-7.
- “Library of Congress Catalog”. 2007년 1월 3일에 확인함.
- “Dreilaenderkatalog im Gateway Bayern” (독일어). 2016년 1월 1일에 원본 문서에서 보존된 문서. 2007년 1월 3일에 확인함.
- “Opera Composers site at Stanford”. 2007년 1월 3일에 확인함.
- Hobbs, Alain (1988). Charles-Marie Widor (1844–1937). L’Orgue, Cahiers et mémoires, No. 40. L’Association des Amis de l’Orgue.